# Гаврилівський заказник
Гаври́лівський зака́зник — ентомологічний заказник місцевого значення в Україні. Об'єкт розташований на території Борівського району Харківської області, на околиці села Гаврилівка. 
Площа — 43,5591 га, статус отриманий у 2018 році. Був зарезервований для заповідання Рішенням  Харківської обласної  ради від 20.11.1997 р.
Степова ділянка, як природне ядро біологічного різноманіття, включена до складу Оскілького природного коридору місцевого значення. На території мешкають степові угруповання комах, зокрема рідкісні види, занесені до Європейського червоного списку тварин і рослин, що перебувають під загрозою зникнення у світовому масштабі, Червоної книги України, та до переліку видів, що підлягають особливій охороні в межах Харківської області.